# AEK (fútbol)
La sección de fútbol del Athlitikí Énosis Konstantinoupóleos (en griego: Αθλητική Ένωσις Κωνσταντινουπόλεως; traducido literalmente como Unión Atlética de Constantinopla), conocido simplemente por sus siglas A. E. K. o su transliteralización de A. E. K. de Atenas, es un club de fútbol de Atenas, Grecia. El club forma parte de la sociedad polideportiva Athlitikí Énosis Konstantinoupóleos. Al igual que todos los clubes profesionales deportivos del país, debe anteponer a su denominación la referencia a su actividad deportiva y fiscal con las siglas Π. Α. Ε. (en griego, Ποδοσφαιρική Ανώνυμη Εταιρεία; transliterado Podosfairikés Anónymi Etaireía; traducido literalmente como Sociedad Anónima de Fútbol) por lo que es referido como el Π. Α. Ε. Αθλητική Ένωσις Κωνσταντινουπόλεως, o literalizado en su conjunto como Sociedad Anónima de Fútbol Unión Atlética de Constantinopla. (En adelante se referirá únicamente a sus transliteraciones).
Fue fundado el 13 de abril de 1924 por refugiados griegos de Constantinopla (actualmente Estambul), movilizados durante la Guerra Greco-Turca. El A. E. K. es uno de los clubes más exitosos del fútbol griego con 32 títulos oficiales (incluyendo 13 Campeonatos de Liga, 16 Copas griegas, 1 Copa de Liga, y 2 Supercopas).

## Retorno a nivel amateur
El 7 de junio de 2013 al terminar el concilio de la entidad, se decidió que el A. E. K. se convirtiera en un equipo amateur y no formara parte de la Beta Ethniki para la temporada 2013-14. El club se auto-descendió a la Gamma Ethniki —entonces cuarta categoría del país—, y al mismo tiempo Dimitrios Melissanidis se convirtió en el nuevo dueño del club, bajo la supervisión del englobado constitucional, quien brindó ayuda en el nuevo comienzo del club.

## Estadio
El Estadio Nikos Goumas fue un estadio ubicado en Nea Filadelfeia, un suburbio del noreste de Atenas, y fue el estadio del A. E. K. de Atenas. Fue nombrado así en honor a un destacado presidente del club, Nicholas Goumas, que contribuyó a su construcción y mejora posterior.
El estadio se terminó en 1929 y fue inaugurado oficialmente en noviembre de 1930 en un partido de exhibición que enfrentó al A. E. K. contra el Olympiacos FC, juego que terminó en un empate 2-2. El estadio tenía una capacidad de 24.720.
El recinto fue demolido en 2003 para ser convertido en un Parque. Desde entonces el equipo de fútbol disputa sus encuentros en el Estadio Olímpico de Atenas, con capacidad para 71.030 espectadores.
La construcción de un estadio totalmente nuevo especialmente diseñado comenzó el 28 de julio de 2017 en el sitio del antiguo estadio Nikos Goumas. Agia Sofía completó en 2022 y la inauguración tuvo lugar el 30 de septiembre de 2022. El estadio tiene una capacidad de aproximadamente 32 500 aficionados y cuenta con un sistema de carreteras subterráneas único que los equipos utilizarán para ingresar al estadio. La ceremonia de apertura del estadio tuvo lugar el 30 de septiembre de 2022. El AEK Atenas ganó al Ionikos Nikaias por 4-1 en el partido inaugural de su nuevo estadio el 3 de octubre de 2022, un partido realizado para el sexto partido de la Superliga griega 2022-23.

## Uniforme
- Uniforme titular: camiseta amarilla, pantalón negro, medias amarillas.
- Uniforme alternativo: camiseta negra con franjas amarillas, pantalón amarillo, medias negras.

| 2000    | 2006–07 | 2007–08 | 2008–09 | 2009–10 |  |
| 2010–11 | 2011–12 | 2012–13 | 2013–14 | 2014–15 |  |
| 2015–16 | 2016–17 | 2017–18 | 2018–19 | 2019–20 |  |

### Indumentaria y patrocinadores
| Periodo         | Proveedor     |
| --------------- | ------------- |
| 1976-1983       | Adidas        |
| 1983-1989       | Zita Hellas   |
| 1989-1993       | Diadora       |
| 1993-1995       | Basic         |
| 1995-2000       | Kappa         |
| 2000-2005       | Nike          |
| 2005-2007       | Adidas        |
| 2007-2015       | Puma          |
| 2015-2018       | Nike          |
| 2018-2021       | Capelli Sport |
| 2021-actualidad | Nike          |

| Periodo         | Patrocinador        |
| --------------- | ------------------- |
| 1982-1983       | Citizen             |
| 1983-1985       | Nissan              |
| 1985-1993       | Ethniki Asfalistiki |
| 1993-1995       | Phoenix Asfaleies   |
| 1995-1996       | Ethniki Asfalistiki |
| 1996-1998       | Geniki Bank         |
| 1998-1999       | Firestone           |
| 1999-2001       | Marfin              |
| 2001-2002       | Alpha TV            |
| 2002-2004       | Piraeus Bank        |
| 2004-2006       | TIM                 |
| 2006-2009       | LG                  |
| 2009-2010       | Diners Club         |
| 2010-2012       | OPAP                |
| 2012-2014       | Kino                |
| 2014-2015       | Jeep                |
| 2015-actualidad | Pame Stoixima       |

## Palmarés

### Torneos nacionales (32)
- Superliga de Grecia : (13)

1939, 1940, 1963, 1968, 1971, 1978, 1979, 1989, 1992, 1993, 1994, 2018, 2023.
- Copa de Grecia : (16)

1932, 1939, 1949, 1950, 1956, 1964, 1966, 1978, 1983, 1996, 1997, 2000, 2002, 2011, 2016, 2023.
- Supercopa de Grecia:[4] (2)

1989, 1996.
- Copa de la Liga : (1)

1990
- Segunda Superliga : (1)

2015
- Beta Ethniki Norte : (1)

2014

### Lokal
- Atenas Asociación de Fútbol Clubes (nivel local) : (5)

1940, 1940, 1943, 1946, 1947, 1950.

### Competiciones europeas
- Finalista en la Copa de los Balcanes (1): 1967
- Semifinalista en la Liga Europa de la UEFA (1): 1977
- Cuartos de final en la Liga de Campeones de la UEFA (1): 1969
- Cuartos de final en la Recopa de Europa de fútbol (2): 1997, 1998

### Torneos amistosos
- Torneo Supersport (1): 1999[6]
- Tournament Soccer Festival Sydney(1): 2010

## Participación en competiciones UEFA

### Por competición
Nota: En negrita competiciones activas.
| Competición                                   | Temp. | PJ  | PG | PE | PP  | GF  | GC  | Dif. | Puntos | Títulos | Subtítulos |
| --------------------------------------------- | ----- | --- | -- | -- | --- | --- | --- | ---- | ------ | ------- | ---------- |
| Copa de Europa / Liga de Campeones de la UEFA | 16    | 74  | 18 | 22 | 34  | 79  | 118 | -39  | 76     | –       | –          |
| Copa de la UEFA / Liga Europea de la UEFA     | 26    | 136 | 46 | 32 | 58  | 181 | 200 | -19  | 170    | –       | –          |
| Recopa de Europa de la UEFA                   | 6     | 22  | 10 | 3  | 9   | 33  | 27  | +6   | 33     | –       | –          |
| Total                                         | 48    | 232 | 74 | 57 | 101 | 293 | 345 | -52  | 279    | 0       | 0          |

## Jugadores destacados
| Nombre                | País                                               | Posición | Periodo como jugador      | Periodo como entrenador                     | Apariciones | Goles |
| --------------------- | -------------------------------------------------- | -------- | ------------------------- | ------------------------------------------- | ----------- | ----- |
| Kostas Negrepontis    | Bandera de Grecia                                  | DEL      | 1926–32                   | 1933–36, 1937–40, 1944–48, 1955–56, 1958–59 | 42          | 30    |
| Kleanthis Maropoulos  | Bandera de Grecia                                  | DEL      | 1934–52                   |                                             | 144         | 89    |
| Giannis Kanakis       | Bandera de Grecia                                  | DEL      | 1949–59                   |                                             | 176         | 69    |
| Alekos Sofianidis     | Bandera de Grecia                                  | DEF      | 1950–69                   |                                             | 274         | 12    |
| Andreas Stamatiadis   | Bandera de Grecia                                  | MED      | 1951–69                   | 1979                                        | 465         | 139   |
| Stelios Serafeidis    | Bandera de Grecia                                  | POR      | 1951–72                   |                                             | 300         |       |
| Kostas Nestoridis     | Bandera de Grecia                                  | DEL      | 1957–65                   | 1982–83, 1984                               | 300         | 272   |
| Mimis Papaioannou     | Bandera de Grecia                                  | DEL      | 1961–80                   |                                             | 483         | 234   |
| Stelios Skevofilakas  | Bandera de Grecia                                  | MED      | 1961–73                   |                                             | 339         | 19    |
| Kostas Papageorgiou   | Bandera de Grecia                                  | DEL      | 1963–69                   |                                             | 96          | 65    |
| Kostas Nikolaidis     | Bandera de Grecia                                  | DEL      | 1965–75                   |                                             | 248         | 94    |
| Giorgos Karafeskos    | Bandera de Grecia                                  | MED      | 1965–74                   |                                             | 270         | 28    |
| Apostolos Toskas      | Bandera de Grecia                                  | DEF      | 1969–80                   |                                             | 270         |       |
| Lakis Nikolaou        | Bandera de Grecia                                  | DEF      | 1971–82                   |                                             | 358         | 42    |
| Petros Ravousis       | Bandera de Grecia                                  | DEF      | 1972–84                   | 1996–97                                     | 278         |       |
| Christos Ardizoglou   | Bandera de Grecia                                  | MED      | 1974–85                   |                                             | 261         | 50    |
| Thomas Mavros         | Bandera de Grecia                                  | DEL      | 1976–87                   |                                             | 277         | 174   |
| Stelios Manolas       | Bandera de Grecia                                  | DEF      | 1977–00                   |                                             | 448         | 44    |
| Spyros Oikonomopoulos | Bandera de Grecia                                  | POR      | 1978–94                   |                                             | 115         |       |
| Ioannis Dintsikos     | Bandera de Grecia                                  | DEL      | 1981–89                   |                                             | 150         | 26    |
| Pavlos Papaioannou    | Bandera de Grecia · Bandera de Brasil              | MED      | 1983–93                   |                                             | 255         | 4     |
| Giorgos Savvidis      | Bandera de Chipre                                  | MED      | 1987–92                   |                                             | 135         | 33    |
| Toni Savevski         | Bandera de Macedonia del Norte · Bandera de Grecia | MED      | 1989–01                   | 2001                                        | 356         | 51    |
| Daniel Batista        | Bandera de Cabo Verde · Bandera de Grecia          | DEL      | 1989–92, 1995–99          |                                             | 167         | 67    |
| Vasilis Dimitriadis   | Bandera de Grecia                                  | DEL      | 1991–96                   |                                             | 154         | 81    |
| Elias Atmatsidis      | Bandera de Grecia                                  | POR      | 1992–02                   |                                             | 251         | 1     |
| Vassilios Tsiartas    | Bandera de Grecia                                  | MED      | 1993–96, 2000–04          |                                             | 196         | 80    |
| Michalis Kasapis      | Bandera de Grecia                                  | DEF      | 1993–04                   |                                             | 254         | 9     |
| Nikos Kostenoglou     | Bandera de Grecia                                  | DEF      | 1994–05                   | 2008, 10/2011–05/2012                       | 222         | 3     |
| Christos Kostis       | Bandera de Grecia                                  | DEL      | 1994–98, 2000–05          |                                             | 112         | 56    |
| Demis Nikolaidis      | Bandera de Grecia                                  | DEL      | 1996–03                   |                                             | 189         | 125   |
| Traianos Dellas       | Bandera de Grecia                                  | DEF      | 1999–01, 2005–08, 2010–12 | 04/2013 – presente                          | 133         | 11    |
| Nikos Liberopoulos    | Bandera de Grecia                                  | DEL      | 2003–08, 2010–12          |                                             | 194         | 85    |
| Bruno Alves           | Bandera de Portugal                                | DEF      | 2004–05                   |                                             | 42          | 1     |
| Rivaldo               | Bandera de Brasil                                  | DEL      | 2007–08                   |                                             | 44          | 15    |
| Orbelín Pineda        | Bandera de México                                  | DEL      | 2021– presente            |                                             | 15          | 7     |
| Ismael Blanco         | Bandera de Argentina                               | DEL      | 2007–11                   |                                             | 169         | 72    |
| Rodolfo Arruabarrena  | Bandera de Argentina                               | DEF      | 2007–08                   |                                             | 27          | 0     |
| Ignacio Scocco        | Bandera de Argentina                               | DEL      | 2008–11                   |                                             | 82          | 27    |
| Sebastián Saja        | Bandera de Argentina                               | POR      | 2008–11                   |                                             | 117         | 0     |

## Entrenadores
El bosnio Dušan Bajević es el técnico más exitoso en la historia del AEK, dirigió al club en tres periodos logrando cuatro ligas de Grecia en 1989, 1992, 1993 y 1994, una Copa de Grecia y una Supercopa de Grecia.
- Joseph Sveg (1927–1928)
- Emil Rauchmaul (1930–1931)
- Themos Asderis (1931–1933)
- Kostas Negrepontis (1933–1936)
- Themos Asderis (1936–1937)
- Kostas Negrepontis (1937–1948)
- Giorgos Daispangos (1948)
- Jack Beby (1948–1951)
- Tryfon Tzanetis (1951–1952)
- Mario Magnozzi (1952–1953)
- Giorgos Daispangos (1953)
- Edmund Crawford (1953–1954)
- Tryfon Tzanetis (1954–1955)
- Kostas Negrepontis (1955–1956)
- Tryfon Tzanetis (1956–1957)
- Vittore Martini (1957–1958)
- Kostas Negrepontis (1958–1959)
- Lukas Aurednik (1959–1960)
- Tryfon Tzanetis (1960–1962)
- Jenő Csaknády (1962–1963)
- Heinrich Müller (1963–1964)
- Mirko Kokotović (1964–1965)
- Tryfon Tzanetis (1965–1967)
- Jenő Csaknády (1967–1968)
- Branko Stanković (1968–1973)
- Kostas Chatzimichail (1973)
- Billy Bingham (1973)
- Stan Anderson (1973–1974)
- Kostas Chatzimichail (1974)
- František Fadrhonc (1974–1977)
- Andreas Stamatiadis (1977)
- Zlatko Čajkovski (1977–1978)
- Ferenc Puskás (1978–1979)
- Andreas Stamatiadis (1979)
- Hermann Stessl (1979–1980)
- Miltos Papapostolou (1980–1981)
- Hans Tilkowski (1981–1982)
- Zlatko Čajkovski (1982–1983)
- Kostas Nestoridis (1983)
- Helmut Senekowitsch (1983)
- John Barnwell (1983)
- Helmut Senekowitsch (1983–1984)
- Kostas Nestoridis (1984)
- Václav Halama (1984)
- Antonis Georgiadis (1984–1985)
- Jacek Gmoch (1985–1986)
- Nikos Christidis (1986)
- Ab Fafié (1986)
- Nikos Alefantos (1986–1987)
- Nikos Christidis (1987)
- Todor Veselinović (1987–1988)
- Dušan Bajević (1988–1996)
- Petros Ravousis (1996–1997)
- Dumitru Dumitriu (1997–1998)
- Antonis Minou (1998)
- Dragoslav Stepanović (1998)
- Takis Karagiozopoulos (1998)
- Oleg Blokhin (1998–1999)
- Ljubiša Tumbaković (1999–2000)
- Takis Karagiozopoulos (2000)
- Giannis Pathiakakis (2000–2001)
- Toni Savevski (2001)
- Fernando Santos (2001–2002)
- Dušan Bajević (2002–2004)
- Ilie Dumitrescu (2004)
- Fernando Santos (2004–2006)
- Lorenzo Serra Ferrer (2006–2008)
- Nikos Kostenoglou (2008)
- Giorgos Donis (2008)
- Dušan Bajević (2008–2010)
- Bledar Kola (2010)
- Manolo Jiménez (2010–2011)
- Nikos Kostenoglou (2011–2012)
- Vangelis Vlachos (2012)
- Manolis Papadopoulos (2012)
- Ewald Lienen (2012–2013)
- Traïanós Déllas (2013–2015)
- Gustavo Poyet (2015–2016)
- Stélios Manolás (2016)
- Temuri Ketsbaia (2016)
- José Morais (2016–2017)
- Manolo Jiménez (2017–2018)
- Marinos Ouzounidis (2018–2019)
- Manolo Jiménez (2019)
- Miguel Cardoso (2019)
- Nikos Kostenoglou (2019)
- Massimo Carrera (2019–2020)
- Manolo Jiménez (2020–2021)
- Vladan Milojević (may–oct 2021)
- Argirios Giannikis (oct 2021–feb 2022)
- Matías Almeyda (may 2022–jun 2025)
- Marko Nikolić (jun 2025–)

## Presidentes
| - Sarantis Papadopoulos(1924) - Konstantinos Spanoudis (1924–32) - Alexandros Strogilos (1932–33) - Konstantinos Sarifis (1933–35) - Konstantinos Theofanidis (1935–37) - Konstantinos Chrisopoulos (1937–38) - Vassilios Fridas (1938–40) - Emilios Ionas (1945–49) - Spiridon Skouras (1949–50) - Georgios Melas (1950–52) - Eleftherios Venizelos (1952) - Georgios Chrisafidis (1952–57) - Nikolaos Goumas (1957–63) - Alexandros Makridis (1963–66) - Georgios Toubalidis (1966) - Michail Trikoglou (1966–67) - Emmanuil Calitsounakis (1967) | - Kosmas Kiriakidis (1967–68) - Ilias Georgopoulos (1968–69) - Georgios Chrisafidis (1969–70) - Kosmas Chatzicharalabous (1970–73) - Dimitrios Avramidis (1973) - Ioannis Theodorakopoulos (1973–74) - Loukas Barlos (1974–81) - Andreas Zafiropoulos (1981–82) - Michalis Arkadis (1982–83) - Eleftherios Panagidis (1983–84) - Andreas Zafiropoulos (1984–88) - Efstratios Gidopoulos (1988–91) - Konstantinos Generakis (1991–92) - Dimitrios Melissanidis (1992–93) - Ioannis Karras (1993–94) - Dimitrios Melissanidis (1994–95) - Michalis Trochanas (1995–97) | - Georgios Kiriopoulos (1997) - Alexis Kougias (1997) - Lakis Nikolaou (1997–98) - Konstantinos Generakis (1998–99) - Stefanos Mamatzis (1999-00) - Cornelius Sierhuis (2000–01) - Filonas Antonopoulos (2001) - Petros Stathis (2001) - Chrysostomos Psomiadis (2001–03) - Ioannis Granitsas (2003–04) - Demis Nikolaidis (4/8/2004–2/11/2008) - Georgios Kintis (12/2008–01/09) - Nikos Thanopoulos (01/2009–03/10) - Stavros Adamidis (03/2010–02/12) - Andreas Dimitrelos (02/2012–08/12) - Thomas Mavros (08/2012-10/12) - Andreas Dimitrelos (10/2012–04/13) |